# Золотова, Марина Васильевна
Марина Васильевна Золотова (бел. Марына Васільеўна Золатава; род. 6 ноября 1977, Минск, Белорусская ССР, СССР) — белорусская журналистка, политическая заключённая. Главный редактор интернет-портала TUT.BY (с 2004). «Человек года» по версии газеты «Наша Ніва» (2018).

## Биография
Родилась в 1977 году в Минске. Окончила филологический факультет Белорусского государственного университета, позже — аспирантуру Института языкознания Национальной академии наук. Из иностранных языков владеет болгарским.
Работала в Институте проблем науки, а также информационном агентстве БелаПАН. Пришла на TUT.BY весной 2004 года. В том же году стала главным редактором портала.

### «Дело БелТА»
7 августа 2018 года Следственный комитет Республики Беларусь провёл обыск в офисе TUT.BY. После него Золотова была задержана. Ей было предъявлено обвинение по части 2 ст. 425 УК РБ (бездействие должностного лица) из-за получения доступа к платной ленте новостей Белорусского телеграфного агентства без оплаченной подписки. Суд Заводского района Минска 4 марта 2019 года признал Золотову виновной и приговорил к штрафу в размере 300 базовых величин. «Дело БелТА» вызвало негативную реакцию ряда государств и институтов ЕС, в частности Верховного представителя Союза по иностранным делам и политике безопасности Федерики Могерини, Совета Европы и МИД Германии, спецдокладчика ООН по Беларуси Миклоша Харасти, США и международных правозащитных организаций.

### Политическое преследование (с 2021)
18 мая 2021 года Золотова вместе с другими сотрудниками TUT.BY была арестована в рамках нового уголовного дела, ей предъявили обвинение в соучастии в неуплате налогов. 25 мая 2021 года девять организаций (Правозащитный центр «Весна», Белорусская ассоциация журналистов, Белорусский Хельсинкский комитет, Белорусский ПЕН-центр и др.) выступили с совместным заявлением и признали её политической заключённой. 14 сентября 2021 года шефство над политзаключённой взял Алоис Райнер, депутат Бундестага.
Хотя позднее некоторых сотрудников Tut.by отпустили из тюрьмы, Золотова и генеральный директор Tut.by Людмила Чекина оставались в заключении. Изначально власти представляли преследование Золотовой и Чекиной исключительно как следствие нарушений в уплате налогов, однако в октябре 2022 года КГБ внёс женщин в список лиц, «причастных к террористической деятельности». Суд над ними начался только 9 января 2023 года, инкриминируемые статьи УК включают не только экономические преступления (243 ч.2) но и «разжигание вражды» (130 ч. 3) и «призывы к санкциям, иным действиям, направленным на причинение вреда национальной безопасности Республики Беларусь» (361 ч. 3), а срок наказания может составить от 5 до 12 лет. В конце января Минюст заявил об отзыве адвокатской лицензии у Оксаны Белой, которая защищала Золотову. Квалификационная комиссия признала Белую недостаточно компетентной, хотя адвокат имела 20-летний стаж работы.
17 марта 2023 года Городской суд Минска приговорил Золотову и гендиректора Tut.by Людмилу Чекину к 12 годам лишения свободы за в колонии общего режима за уклонение от уплаты налогов, разжигание вражды и призывам к действиям, направленным против нацбезопасности Беларуси.

## Награды и звания
- «Человек года» по версии газеты «Наша Ніва» (2018)[16].
- Премия «Честь журналистики» (бел. Гонар журналістыкі) имени Александра Липая (бел. Алеся Ліпая) (2019)[17].
- Награда «Reporter: innen-Preis 2021», которую ежегодно вручает Форум репортеров Германии (декабрь 2021)[18].
- Лауреат международной премии Йохана-Филиппа Палма (2024)[19].

## Оценки
Вдова основателя портала TUT.BY Юрия Зиссера Юлия Чернявская назвала Золотову «матерью TUT.BY».

## Личная жизнь
Замужем, воспитывает дочку Надежду и сына Фёдора.